# D. Maria, a Louca
D. Maria, a Louca é uma peça de teatro da autoria do dramaturgo brasileiro Antônio Cunha, escrita em 1998 com o apoio da professora Ivonete da Silva Souza como consultora histórica, centrando-se na figura histórica da Rainha D. Maria I de Portugal. Foi levada à cena por diferentes companhias no Brasil e em Portugal.

## Percurso

### No Brasil
A peça estreou pela primeira vez em 1999 na cidade de Florianópolis, Brasil, tendo como atriz principal Berna Sant'Anna, direção de José Pio Borges e cenários e iluminação de Sylvio Mantovani. Em 2003 reestreou em São Paulo, no Teatro Itália, com a atriz Mariza Hipólito e direção de Jairo Maciel.

### Em Portugal
A 20 de julho de 2011 estreou no Teatro Cinearte, em Lisboa, por iniciativa da actriz Maria do Céu Guerra, que protagoniza e assina a encenação, tendo ainda a participação do actor Adérito Lopes no papel mudo da aia Joaninha, com direcção plástica, cenografia e figurinos do pintor José Costa Reis, música do maestro António Vitorino de Almeida e produção do grupo teatral A Barraca.
Maria do Céu Guerra descreveu a personagem que protagoniza, D. Maria I, como "uma personagem maravilhosa e fascinante", acrescentando que pensa "que cada um de nós tem uma D. Maria própria e, de acordo com aquilo que é o nosso posicionamento relativamente ao seu tempo, à loucura, ao marquês de Pombal, à maternidade, à culpa, à religião, é que nos faz olhar para a D. Maria de maneiras diferentes". A actriz comparou a personagem ao "tonto da aldeia", com quem cada pessoa da aldeia se relaciona com ele de forma diferente, servindo mais para definir a própria pessoa, que o tonto. Para ela própria, D. Maria é um enigma.
Esta criação de Maria do Céu Guerra foi objecto de estudo no mestrado de Adérito Lopes, intitulado  N' A Barraca com Maria do Céu Guerra 2013. Escola Superior de Teatro e Cinema.

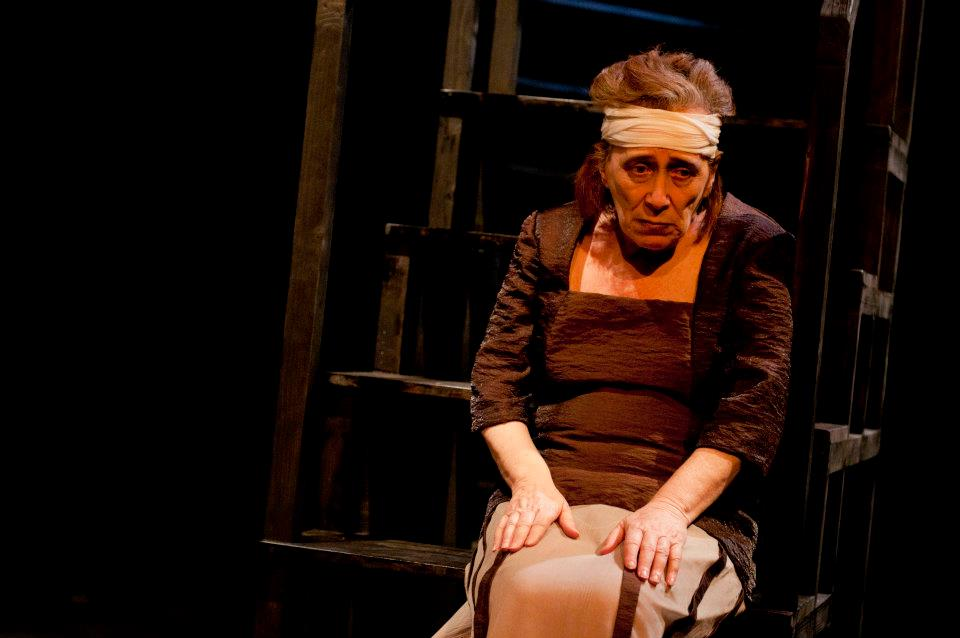
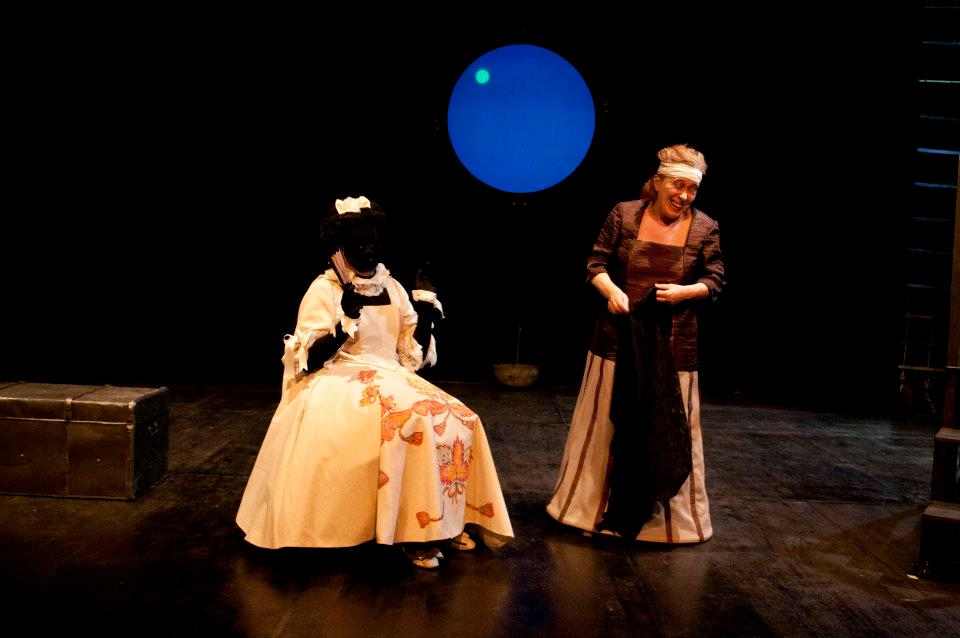
Adérito Lopes e Maria do Céu Guerra
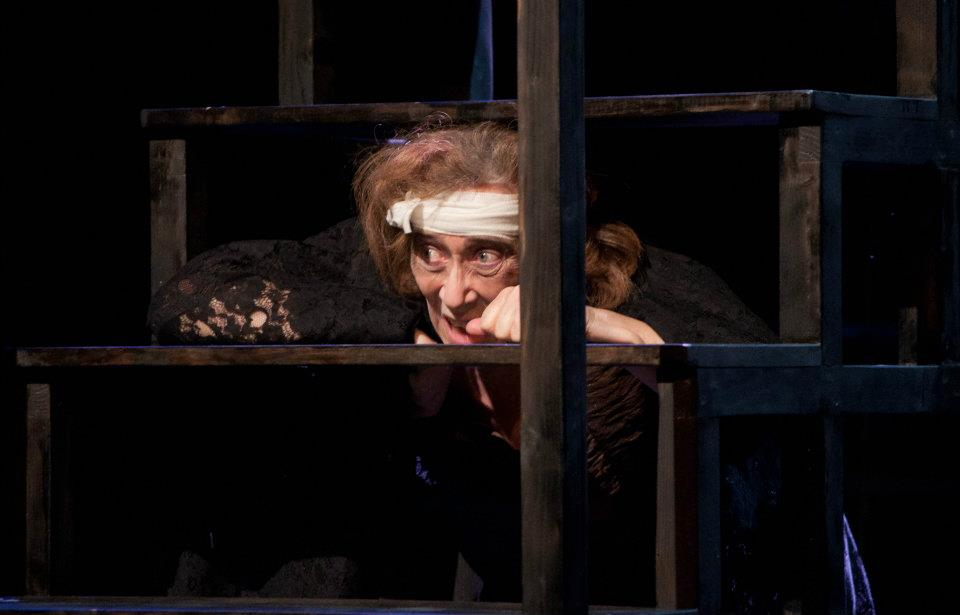
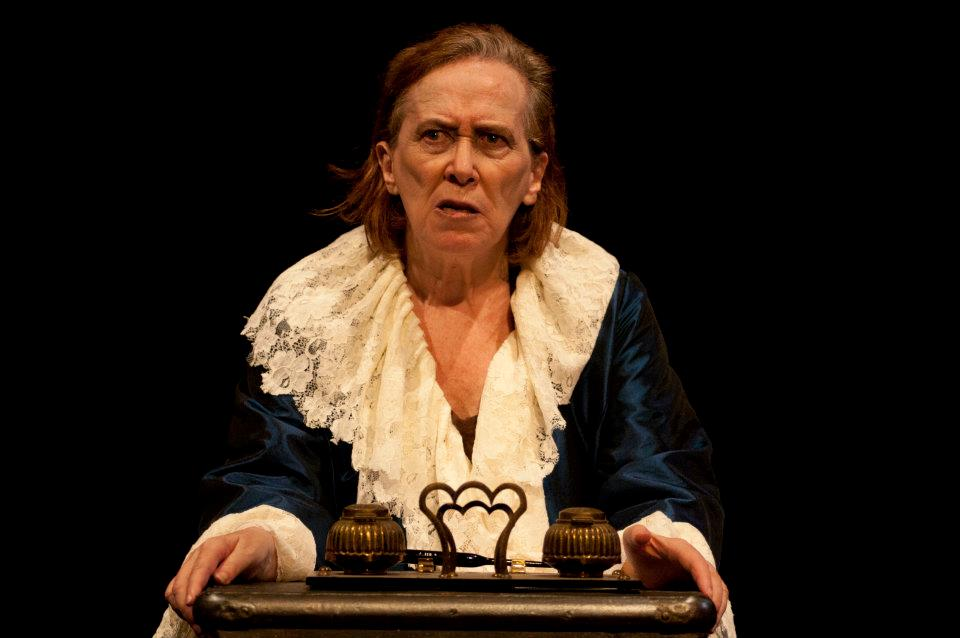
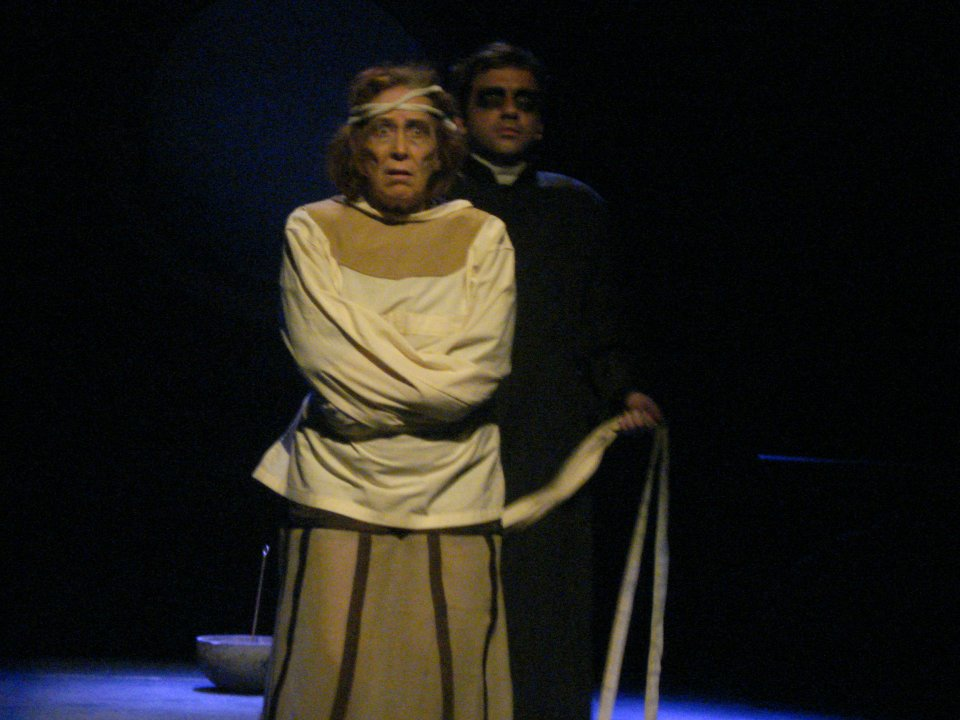
Maria do Céu Guerra e Adérito Lopes

## Sinopse
A peça situa-se nas 48 horas que antecederam o desembarque de D. Maria I no Rio de Janeiro, na sequência da transferência da corte portuguesa para o Brasil. Devido à Guerra Peninsular, e às forças napoleónicas que então ameaçavam chegar a Lisboa, a família real portuguesa não vê outra alternativa que não fugir rumo à sua mais próspera colónia, o Brasil. Inconformada com o seu destino, pois não fazia tenções de passar os seus últimos dias num país tropical, D. Maria teve claras alterações de comportamento que lhe renderam o apelido de Dona Maria, A Louca.
À chegada da frota à Baía de Guanabara em Fevereiro de 1808, o Príncipe Regente não autoriza o desembarque de imediato, pelo que a rainha, fechada no mar, tem algum tempo para pensar. O desprezo pelo Brasil, o choque da Revolução Francesa e da morte de Luís XVI e Maria Antonieta, são algumas das suas memórias a bordo, tendo por única testemunha a fiel dama de companhia, a aia Joaninha, que se limita a ouvir os lamentos da rainha. Recordando-se de ter sido ela quem assinou a sentença de morte de Tiradentes, homem que lutou em armas pela independência de Minas Gerais, e contra o qual usou, pela primeira e única vez, o seu "direito de matar", D. Maria receia que mal ponha o pé no Brasil lhe façam o mesmo que haviam feito a Tiradentes.
A muita devoção religiosa de D. Maria fizera com que fosse cognominada de A Piedosa, mas essa fé não impediu que fosse acometida de doença mental, que a levou ao seu trágico fim. No dia 20 de Março de 1816, D. Maria comete suicídio e atira-se ao mar do cais da Praça XV, na cidade do Rio de Janeiro.

## Prémios
- Prémio Bernardo Santareno de Teatro 2011 - Melhor Interpretação Feminina: Maria do Céu Guerra

## Digressão em Portugal
- Biblioteca Municipal de Oeiras - 7 de março de 2015
- Teatro Rivoli, Porto- 1 de junho de 2014 ]
- Cineteatro Camacho Costa, Odemira - 27 de março de 2013 ]
- Auditório Municipal, Alcácer do Sal - 8 de março de 2013
- Teatro Eduardo Brazão, Bombarral - 7 de julho de 2012
- TEC - Teatro Experimental de Cascais, Teatro Mirita Casimiro, Monte Estoril - 16 e 17 de junho de 2012
- Festival de Teatro de Santo André - 3 de junho de 2012
- XII Festival Folia da Jangada Teatro em Lousada, Auditório Municipal de Lousada - 26 de abril de 2012
- VINTE E SETE – 8.º Festival Internacional de Teatro, Teatro de Vila Real - 6 de abril de 2012
- VINTE E SETE – 8º Festival Internacional de Teatro, Teatro Municipal de Bragança - 4 de abril de 2012
- Cine-Teatro de Alcobaça João D'Oliva Monteiro, Alcobaça - 31 de março de 2012
- Auditório do Fórum Cultural José Manuel Figueiredo – Baixa da Banheira, Moita - 24 de março de 2012
- Cine-Teatro de Castro Verde – 3 de Março de 2012
- Festival de Teatro da Covilhã – 12 de Novembro de 2011

## Digressão no Brasil
- Teatro SESC Ginástico, Rio de Janeiro - 8 de outubro de 2012
- Teatro do SESC, Tijuca, Rio de Janeiro - 5 de outubro de 2012
- Teatro do SESC, Nova Iguaçu, Rio de Janeiro - 3 de outubro de 2012
- Teatro Elias Angeloni, Criciúma, Santa Catarina - 28 de setembro de 2012
- Teatro Municipal de Itajaí, Itajaí, Santa Catarina - 28 de setembro de 2012
- Teatro do SESC, Joinville, Santa Catarina - 26 de setembro de 2012
- Teatro SCAR, Jaraguá do Sul - no evento em comemoração aos 60 anos da Federação dos Trabalhadores no Comércio de Santa Catarina- 25 de setembro de 2012
- Teatro Marajoara, Lages, Santa Catarina - 23 de setembro de 2012
- Floripa Teatro - 19.º Festival Isnard Azevedo, Teatro Governador Pedro Ivo, Florianópolis - 21 de setembro de 2012